# Novossiltseve
Novossiltseve (en (ucraïnès): Новосільцеве, en rus: Новосельцево, Novosséltsevo) és un poble de la República Autònoma de Crimea, a Ucraïna, que el 2014 tenia 433 habitants. Pertany al districte rural de Djankoi. Fins al 1945 la vila es deia Ak-Xeikh.